# Desisa variabilis
Desisa variabilis là một loài bọ cánh cứng trong họ Cerambycidae.